# Герб комуни Еслев
Герб комуни Еслев (швед. Eslövs kommunvapen) — символ шведської адміністративно-територіальної одиниці місцевого самоврядування комуни Еслев.

## Історія
Герб було розроблено для міста Еслев. Отримав королівське затвердження 1911 року.    
Після адміністративно-територіальної реформи, проведеної в Швеції на початку 1970-х років, муніципальні герби стали використовуватися лишень комунами. Цей герб був 1971 року перебраний для нової комуни Еслев.
Герб комуни офіційно зареєстровано 1975 року.

## Опис (блазон)
У синьому полі золоте колесо з крилами, над ним — такий же трилисник конюшини.

## Зміст
Крилате колесо та трилисник конюшини означає залізницю та торгівлю сільськогосподарськими продуктами.     